# رئيس تتارستان
هذه قائمة رؤساء جمهورية تتارستان، وهي جمهورية داخل روسيا. كرئيس للدولة ورئيس حكومة جمهورية تتارستان هو المسؤول الإقليمي الأكثر أهمية وأعلى منصب تنفيذي في تتارستان. أنشئ المنصب في عام 1991.
بعد انتهاء اتفاقية 1994 بين موسكو وقازان في عام 2017، والتي منحت تتارستان استقلالًا ذاتيًا كبيرًا، كان من المتوقع استبدال لقب الرئيس برئيس الجمهورية، كما حدث مع جميع الجمهوريات الروسية الأخرى. قاومت حكومة تتارستان محاولات إلغاء المنصب ورفضت الحكومة الفيدرالية الضغط على هذه القضية. ولكن بعد فترة وجيزة من الانتخابات التشريعية التي أجريت في سبتمبر 2021، قدم مشروع قانون إلى مجلس الدوما لتوحيد ألقاب قادة جميع مناطق روسيا إلى (Head). يحظر مشروع القانون، الذي يُنظر إليه على نطاق واسع على أنه يستهدف تتارستان بشكل مباشر، لقب «الرئيس» في جميع أنحاء البلاد ويحتفظ به حصريًا لرئيس روسيا. ردًا على ذلك صوت المشرعون في مجلس الدولة ضد مشروع القانون. تمت الموافقة على مشروع القانون في قراءته الأولى في نوفمبر. في 15 ديسمبر وافق عليه من قبل مجلس الاتحاد ثم وقعه الرئيس فلاديمير بوتين في 21 ديسمبر. أمام تتارستان حتى يونيو 2022 لإجراء التغيير.

## رؤساء تتارستان
| #        | الصورة         | الاسم                        | استلم المنصب   | ترك المنصب       | الحزب         |
| -------- | -------------- | ---------------------------- | -------------- | ---------------- | ------------- |
| 1(I-IV)  |                | منتيمير شايمييف(مواليد 1937) | 4 يوليو 1991   | 3 أبريل 1996     | مستقل         |
| 1(I-IV)  | 3 أبريل 1996   | منتيمير شايمييف(مواليد 1937) | 12 أبريل 2001  | الوطن - كل روسيا |               |
| 1(I-IV)  | 12 أبريل 2001  | منتيمير شايمييف(مواليد 1937) | 25 مارس 2005   | روسيا الموحدة    |               |
| 1(I-IV)  | 25 مارس 2005   | منتيمير شايمييف(مواليد 1937) | 25 مارس 2010   | روسيا الموحدة    |               |
| 2(I-III) |                | رستم مينيخانوف(مواليد 1957)  | 25 مارس 2010   | 18 سبتمبر 2015   | روسيا الموحدة |
| 2(I-III) | 18 سبتمبر 2015 | رستم مينيخانوف(مواليد 1957)  | 18 سبتمبر 2020 |                  | روسيا الموحدة |
| 2(I-III) | 18 سبتمبر 2020 | رستم مينيخانوف(مواليد 1957)  | في المنصب      |                  | روسيا الموحدة |

## الانتخابات الأخيرة
جرت آخر انتخابات للمنصب في 13 سبتمبر 2020.
| المرشح             | الحزب                             | الأصوات   | %     |
| ------------------ | --------------------------------- | --------- | ----- |
| رستم خاميتوف       | روسيا الموحدة                     | 1,930,355 | 83.27 |
| ألمير ميخيف        | روسيا العادلة                     | 114,309   | 4.93  |
| ألفريد فالييف      | شيوعيو روسيا                      | 107,501   | 4.64  |
| أوليج كوروبشينكو   | القضية العادلة                    | 82,959    | 3.58  |
| فلاديمير سورتشيلوف | الحزب الليبرالي الديمقراطي الروسي | 65,947    | 2.84  |